# Комунистическа партия на Гърция
Комунистическа партия на Гърция (на гръцки: Κομμουνιστικό Κόμμα Ελλάδας, ΚΚΕ) е крайнолява комунистическа политическа партия в Гърция, заемаща 5-о място в гръцкия парламент. Основният членски състав на партията е от бедните работнически слоеве.
Неин официален печатен орган е вестник „Ризоспастис“.

## История
Партията е основана през ноември 1918 г. под името Социалистическа работническа партия на Гърция. Става член на Третия (комунистически) интернационал през 1920 г. През ноември 1924 г. се преименува на Гръцка комунистическа партия и приема марксистко-ленинската идеология. Оттогава функционира въз основа на принципите демократически централизъм и партия от нов тип.
В началото на съществуването си ГКП няма голямо влияние в страната. В началото на 1930-те години симпатизантите и членовете на партията се увеличават значително. Оттогава датират и гоненията срещу членовете ѝ. Правителството на Йоанис Метаксас гласува закон за борба с комунистите (1936).
След окупирането на Гърция от хитлериските войски (1941) ГКП създава организациите Национален освободителен фронт (Εθνικό Απελευθερωτικό Μέτωπο, ΕΑΜ) и Народна освободителна армия (Ελληνικός Λαϊκός Απελευθερωτικός Στρατός, ΕΛΑΣ), които изиграват голяма роля в освобождението на страната.
След освобождението на страната (12 октомври 1944 г.) завърналото се от Кайро правителство се опитва с помощта на британски войски, дебаркирали в Гърция, да разгроми ЕЛАС, но не успява. В резултат през декември 1944 г. избухва първата гражданска война. На 12 февруари 1945 г. във Варкиза между ЕАМ и правителството е подписано споразумение за общо разоръжаване. Гръцкото правителство не спазва споразумението и ГКП създава новата Демократична армия. През октомври 1946 г. започва втората гражданска война (1946 – 1949), която завършва с поражение за Демократичната армия. Победените партизани намират убежище в източноевропейските социалистически страни.
През 1947 г., по време на Гражданската война, ГКП е забранена със закон № 509. Той е отменен едва през 1974 г. През целия този период членовете и симпатизантите на партията са репресирани, съдени, пращани по затвори и заточения, ликвидирани.
През 1951 г. се учредява Обединената демократична левица (Ενιαία Δημοκρατική Αριστερά, ΕΔΑ), чрез която нелегалната ГКП намира политически израз. На парламентарните избори през 1958 г. партията печели 25 % от гласовете. Изиграва голяма роля в борбата за демократизиране на гръцкото общество и за синдикални свободи. Когато през 1967 г. се налага диктаторският режим на Хунтата на черните полковници, репресиите срещу комунистите стават още по-драстични.
През 1968 г. политическата и идеологическата криза, която обхваща световното комунистическо движение, предизвикана от намесата на СССР и други страни от Организацията на Варшавския договор в Чехословакия, засяга и ГКП. По време на 12-ия пленум на ЦК няколко членове се отцепват и впоследствие създават партия ГКП – вътрешно бююро, а по-късно – ГКП – вътрешна, следвайки линията на еврокомунизма. Новата партия е обвинена в „десен опортюнизъм“, а старата – в „догматизъм“.
След падането на хунтата (1974) ГКП, излизайки от нелегалност, под ръководството на генералния секретар Харилаос Флоракис заедно с „ГКП – вътрешна“, Обединената демократична левица и др. създават коалиция, наречена Коалиция на левицата, която участва в парламентарните избори и печели 9,47 % и 8 депутатски места. Коалицията не просъществува дълго и на следващите парламентарни избори през 1977 г. ГКП се явява сама и печели 9,36 % от гласовете и 11 депутатски места. На следващите избори делът на партията се движи в същите рамки: 1981 г. – 10,94 %; 1985 г. – 9,89 %.
На парламентарните избори през 1989 г. ГКП участва в коалиция с партията Гръцка левица (наследница на „ГКП – вътрешна“). Коалицията на левицата и прогреса (ΣΥΝασπισμός της Αριστεράς και της Προόδου), както се нарича новата формация, печели 13,13 %. Участието на Коалицията в коалиционното правителство начело с „Нова демокрация“ (от лятото на 1989 г.) води до напускане на 15 души от ЦК и хиляди други членове. През 1991 г. ГКП се оттегля от Коалицията, отказвайки да разтури организацията си.
Същата година ЦК на ГКП избира за генерален секретар Алека Папарига – първата ръководителка на партията. На парламентарните избори през 1993 г. партията участва сама и печели 4,54 %, на следващите избори през 1996 г. – 5,61 %, а през 2000 г. – 5,53 %. На проведените на 7 март 2004 г. парламентарни избори КПГ повишава леко своя изборен резултат – 5,9 % и 12 депутати в парламента. На следващите избори през 2007 г. партията постига най-високия си резултат за цялата история на Гърция след падането на Хунтата – 22 депутатски мандата с 8,15 % от получените действителни гласове.
На изборите от 6 май 2012 г. получава 8,54 % от гласовете и 26 места в парламента, но резултатът от новите избори на 17 юни същата година е едва 4,5 % и 12 депутатски мандата. На изборите през януари 2015 г. печели 5,45 % и 15 места.

## Лидери
- Николаос Димитриатос (ноември 1918 г. – февруари 1922 г.)
- Янис Кордатос (февруари 1922 г. – ноември 1922 г.)
- Николаос Саргологос (ноември 1922 г. – септември 1923 г.)
- Томас Апостоидис (септември 1923 г. – декември 1924 г.)
- Панделис Пулиопулос (декември 1924 г. – септември 1926 г.)
- Пастиас Гяцопулос (септември 1926 г. – март 1927 г.)
- Андроникос Ксайтас (март 1927 г. – н. д.)
- Николаос Захариадис (1931 г. – 1936 г.)
- Андрей Чипов (Андреас Ципас) (юли 1941 г. – септември 1941 г.)
- Георгиос Сянтос (януари 1942 г. – 1945 г.)
- Николаос Захариадис (1945 г. – 1956 г.)
- Апостолос Грозос (1956 г.)
- Константинос Колиянис (1956 г. – 1972 г.)
- Харилаос Флоракис (1972 г. – 1989 г.)
- Григорис Фаракос (1989 г. – 1991 г.)
- Алека Папарига (1991 г. – 2013 г.)
- Димитрис Куцумбас (2013 г.)